# Antonín Španinger
Antonín Španinger (26. května 1926 Přísečná – 4. ledna 2010 České Budějovice), uváděný i jako Antonín Španninger, byl československý hokejový obránce, fotbalista a trenér. V roce 1950 byl nominován na mistrovství světa, na které reprezentantům nebylo dovoleno odletět, byli zatčeni a ve vykonstruovaném procesu odsouzeni. Antonín Španinger byl odsouzen na 1 rok nepodmíněně. Nastoupil za ATK Praha i ve fotbalové lize.

## Hokejová kariéra
Reprezentoval Československo ve dvou utkáních se Švédskem v prosinci 1955, ve kterých dal 1 gól. Na klubové úrovni hrál za Slavoj České Budějovice s výjimkou vojenské služby v letech 1949–1950, kdy hrál za vojenský tým ATK Praha.

## Fotbalová kariéra
V československé lize nastoupil v ročníku 1949 za ATK Praha jako obránce. V sezoně 1964/65 nastupoval za druholigovou Lokomotivu České Budějovice.

### Prvoligová bilance
| Ročník             | Zápasy | Góly | Klub      |
| ------------------ | ------ | ---- | --------- |
| I. liga 1949       | –      | 0    | ATK Praha |
| CELKEM I. ČS. LIGA | –      | 0    |           |

Po skončení hráčské kariéry se stal trenérem. Od počátku roku 1970 do konce sezony 1972/73 byl trenérem Slavoje Český Krumlov.